# ㅙ
ㅙは、ハングルを構成する母音字母のひとつ。呼称はウェ（왜）。字母ㅗとㅏとㅣを組み合わせて作った合成字母である。始まりと終わりで音色を異にする二重母音を表す。

## 音声
母音/ㅗ/[o]の構えから/ㅐ/[ɛ]を調音したときに生じる音。単独で発音した場合、両唇軟口蓋接近音による[wɛ]である。子音字母に後続すると、u系の二重母音となるが、朝鮮語では/u/の要素が後続母音よりも前の子音の方に強く影響して子音を円唇化させる。

## ラテン文字転写
文化観光部2000年式、マッキューン＝ライシャワー式ともにwaeと表記される。

## 文字コード
| 名称                 | 種類   | コード | HTML実体参照コード | 表示 |
| HANGUL LETTER WAE    | 単体   | U+3159 | &#12633;           | ㅙ   |
| HANGUL JUNGSEONG WAE | 中声用 | U+116B | &#4459;            | ᅫ     |